# Kevin Korjus
Kevin Korjus, född 9 januari 1993, är en estnisk racerförare.

## Racingkarriär
Korjus tävlade i karting fram till och med 2008, då han bland annat vann juniorklassen i Rotax Max Euro Challenge. Under detta år började han även tävla inom formelbilsracing, då han slutade tvåa i Formula Renault 2.0 Finland. Det efterföljande året tävlade han i Formula Renault 2.0 Northern European Cup, där han endast tvingades bryta ett race, vilket var det andra på Autodrom Most. I det första racet på den banan hade han tagit sin bästa placering under säsongen; en andraplats. I det totala sammandraget lade sig Korjus på femte plats, bakom fyra av Motopark Academys bilar.
Korjus karriär tog sedan fart rejält, när han som sjuttonåring vann Formula Renault 2.0 Eurocup år 2010. Under säsongens sexton race hade han stått pallen i tolv, varav nio var segrar. Totalt tog han 187 poäng, jämfort med tvåan, Luciano Bacheta, på 124. Han körde även fem race i Formula Renault 2.0 Northern European Cup under säsongen, och vann samtliga. Korjus fick därefter ett kontrakt i Formula Renault 3.5 Series, med teammästarna från 2010; Tech 1 Racing. Han lyckades där ta en seger under den första tävlingshelgen, och därmed bli den yngsta segraren någonsin i mästerskapet; 18 år, 3 månader och 8 dagar gammal.
| År                                               | Klass/Mästerskap                           | Team                      | Bil                               | Totalt/poäng | Bästa placering      |
| ------------------------------------------------ | ------------------------------------------ | ------------------------- | --------------------------------- | ------------ | -------------------- |
| 2008                                             | Formula Renault 2.0 Finland                | T.T. Racing Team          | Tatuus FR2000 (Renault)           | 2:a/290p     | Tre segrar           |
| 2008                                             | Formula Renault 2.0 Estonia                | T.T. Racing Team          | Tatuus FR2000 (Renault)           | 4:a/40p      | ?                    |
| 2008                                             | Formula Renault 2.0 Northern European Zone | T.T. Racing Team          | Tatuus FR2000 (Renault)           | 3:a/55p      | ?                    |
| 2009                                             | Formula Renault 2.0 Northern European Cup  | T.T. Racing               | Tatuus FR2000 (Renault)           | 5:a/201p     | 2:a på Most (Race 2) |
| 2010                                             | Formula Renault 2.0 Eurocup                | Koiranen Bros. Motorsport | Barazi-Epsilon FR2.0-10 (Renault) | 1:a/187p     | Nio segrar           |
| 2010                                             | Formula Renault 2.0 Northern European Cup  | Koiranen Bros. Motorsport | Barazi-Epsilon FR2.0-10 (Renault) | 8:a/150p     | Fem segrar           |
| 2011                                             | Formula Renault 3.5 Series                 | Tech 1 Racing             | Dallara GMP (Nissan VQ35)         | 6:a/120p     | Tre segrar           |
| Senast uppdaterad: 2011-06-24 (4945 dagar sedan) |                                            |                           |                                   |              |                      |